# Capesterre-de-Marie-Galante
Capesterre-de-Marie-Galante é uma comuna francesa, situada no departemento de Guadalupe. Conta com mais de 3 469 habitantes. Esta situada na ilha de Marie Galante.

## Ligações Externas
- (em francês) Portal Turístico de Marie-Galante.
- (em francês) Visite o guia de habitação Murat pelo Conselho Geral de Guadeloupe.
- (em francês) Site Oficial de Turismo de Marie Galante.
- (em francês) Guia turístico Marie-Galante & Capesterre